# Nagyezsda Alekszejevna Karpova
Nagyezsda Alekszejevna Karpova (Jaroszlavl, 1995. március 9. –) orosz válogatott labdarúgó, az Espanyol játékosa.

## Pályafutása
Jaroszlavlban született. Gyermekkorában szerette meg a labdarúgást és folyamatosan részt vett iskolái korosztályos rendezvényein.
2014-ben írta alá első szerződését és a Zorkij Krasznogorszknál debütált az orosz bajnokság első osztályában.
Következő szezonját a Csertanovo csapatánál kezdte és 2016. május 7-én lépett első alkalommal pályára. A bajnokságban 8 találatot jegyzett és társgólkirályi címet szerzett csapattársával Margarita Csernyomirgyinával.
2017 szeptemberében leszerződött a spanyol Valenciához .
2019. január 3-án aláírt a Sevilla csapatához.
Az Espanyol 2020. augusztus 3-án egyéves szerződést kínált számára a 2020–21-es idényre.

### Válogatott
Az orosz válogatott színeiben részt vett a 2017-es Európa-bajnokságon.